# Хлоя Прайс
Хлоя Элизабет Прайс (англ. Chloe Elizabeth Price) — вымышленный персонаж из серии видеоигр Life Is Strange, созданной французским разработчиком Dontnod Entertainment и изданной Square Enix. Персонаж впервые появляется в видеоигре 2015 года Life Is Strange, а после — в приквеле Life Is Strange: Before the Storm в качестве главного героя. Её роль исполняют актрисы Эшли Берч и Рианна Деврис. Персонаж был хорошо принят критиками и игроками.

## Разработка персонажа
В оригинальной Life is Strange Хлою озвучивала Эшли Берч. В Before the Storm Рианна Деврис, которая первоначально выполняла захват движения для Хлои, озвучила персонажа, в то время как Берч выступала в качестве консультанта по сценарию. Британская инди-фолк группа Daughter, писавшая саундтрек в Before the Storm, старалась передать многогранность характера Хлои через музыкальные инструменты: фортепиано символизировало депрессию и затворничество, электрогитара бунтарство, а вокал с овердаббингом её отношения с Рэйчел Эмбер. Для реалистичного отображения реакции Хлои на личную трагедию сценаристы Deck Nine читали воспоминания людей, переживших утрату близких родственников, а также изучали книги по психологии.

## Появления

### Life is Strange
В вымышленном городе Аркадия-Бэй Макс Колфилд осознаёт, что может управлять временем. Она отматывает время назад, спасая девушку от убийства Нейтаном Прескоттом, уже позже узнав, что это Хлоя — её подруга. Они воссоединяются, проводят день вместе, прежде чем отправиться на прогулку возле местного маяка. Макс также узнает, что подруга Хлои — Рэйчел Эмбер, пропала без вести. Колфилд рассказывает о своей способности подруге.
На следующий день они встречаются в закусочной, где работает мать Хлои — Джойс. Подруги решают использовать силу Макс в тайном убежище Хлои. Тем не менее, напряжение от использования способности приводит Колфилд к кровотечению из носа и обмороку. Когда она просыпается, появляется Фрэнк Бауэрс — торговец наркотиками и друг Рэйчел. Он угрожает им, после чего подруги уходят.
Макс соглашается помочь Хлое узнать, что случилось с Рэйчел. Ночью они врываются в кабинет директора, чтобы провести расследование, и заходят в школьный бассейн, чтобы поплавать. После этого они сбегают от охраны Блэквелла и возвращаются к Хлое. На следующее утро подруги пробираются в дом на колесах, что принадлежал Фрэнку. Хлоя и Макс узнают, что Фрэнк и Рейчел были в отношениях. Хлоя стала раздражена этим фактом, почувствовав себя преданной. Макс возвращается в свою спальню и рассматривает детскую фотографию ее и Хлои, но внезапно переносится в день, когда был сделан снимок. Макс предотвращает смерть отца Хлои Уильяма в аварии, что непреднамеренно создает альтернативную реальность, где Уильям жив, но Хлоя парализована.
Макс использует фотографию, чтобы отменить свое решение и вернуться в настоящее, восстанавливая здоровье Хлои. Продолжая расследование, Макс и Хлоя получают улики, ведущие к заброшенному амбару, принадлежащему богатой и влиятельной семье Нейтана. Они обнаруживают скрытый бункер с фотографиями Рэйчел и одноклассницы Макс Кейт, связанной и пьяной, а Рэйчел похороненной рядом с секретным убежищем Хлои. Они спешат обратно на свалку и находят могилу Рэйчел, к большому отчаянию Хлои. Макс следует за Хлоей на школьную вечеринку, чтобы противостоять Нейтану, полагая, что следующей его целью станет однокурсница Виктория Чейз. Они получают сообщение от Нейтана с угрозой уничтожить улики и спешат обратно на свалку.
Внезапно они попадают в засаду учителя Макс Марка Джефферсона, который вводит Макс в анестезию и убивает Хлою. Макс держат в ''Проявочной''. Джефферсон также сообщает, что он взял Нейтана в качестве личного ученика, но убил его прежде чем похитить Макс из-за того, что тот стал причиной передозировки у Рэйчел, когда пытался имитировать работу Джефферсона. С помощью фотографии Макс возвращается на несколько дней назад во времени, сбрасывая временную шкалу. Она предупреждает Дэвида, что приводит к аресту Джефферсона (и Нейтана).
Макс получает возможность поехать в Сан-Франциско и выставить одну из своих фотографий. Макс звонит Хлое с мероприятия и обнаруживает, что шторм достиг Аркадии Бэй. Макс возвращается в то время, когда она сделала фотографию галереи, что в конечном итоге приводит ее к различным альтернативным реальностям. Наконец воссоединившись, Макс и Хлоя возвращаются на маяк и опровергают свою веру в то, что Макс вызвала бурю, спасая Хлою от выстрела Нейтана ранее на неделе. Единственный способ предотвратить это для Макс — вернуться к тому моменту с помощью фотографии, которую она сделала, и позволить Нейтану убить Хлою. Макс должна сделать выбор: пожертвовать жизнью Хлои, чтобы спасти Аркадию Бэй, или пожертвовать Аркадией Бэй, чтобы спасти Хлою.

### Life Is Strange: Before the Storm
За три года до событий Life is Strange шестнадцатилетняя Хлоя Прайс проникает на концерт на заброшенной лесопилке. Между ней и двумя мужчинами возникает конфликт, но она успешно сбегает благодаря помощи её одноклассницы — Рэйчел Эмбер. На следующий день Хлоя и Эмбер снова встречаются в Академии Блеквелла и решают пропустить занятия, уехав на проезжающем поезде в ландшафтный парк «Кульминейшн». Они смотрят через обзорный бинокль и видят мужчину с женщиной, целующихся в парке, что расстраивает Рэйчел. Они вместе прогуливаются до местной свалки. Хлоя донимает Рэйчел из-за перемены ее настроения, но та отказывается отвечать. Когда позже Хлоя встречает Рэйчел, та объясняет, что тем мужчиной, которого они видели, был её отец Джеймс, окружной прокурор, а женщина, которую тот целовал, не её мать. Рэйчел сжигает её фото с отцом, непреднамеренно вызывая пожар.
На следующий день Хлою и Рэйчел отчитывает за прогул директор Уэллс. Хлоя прячется на свалке, где находит старый грузовик, нуждающийся в ремонте. Затем ей звонит местный наркоторговец Фрэнк Бауэрс, который договаривается о встрече, чтобы обсудить с ним погашение ее долга. Хлоя соглашается отплатить ему тем, что помогает ему украсть деньги у своего одноклассника Дрю, который должен Фрэнку крупную сумму. Однако Хлоя узнает, что Дрю подвергается жестокому вымогательству со стороны другого наркоторговца, Дэймона Меррика, и она должна решить, расплатиться ли с дилером украденными деньгами, чтобы защитить Дрю, или оставить их себе. Позже, когда ученица не может принять участие в школьной театральной постановке «Бури» из-за перекрытия дорог, вызванного лесным пожаром, Хлоя неохотно берет на себя роль, противоположную роли Рэйчел. После спектакля они решают уехать из Аркадия-Бэй на грузовике со свалки и вернуться в дом Рэйчел, чтобы собрать вещи. В результате ссоры с Джеймсом тот рассказывает, что женщина, которую они видели целующейся с ним, была биологической матерью Рэйчел.
Рэйчел рассказывают, что ее биологическая мать, Сера, наркоманка, и что в тот день, когда ее отец поцеловал ее, он отклонил просьбу Серы воссоединиться с Рэйчел. Хлоя клянется найти Серу. Хлоя связывается с Фрэнком, который соглашается встретиться с ней на свалке. Она ремонтирует грузовик там до приезда Рэйчел. Фрэнк и Дэймон устраивают на них засаду, и Дэймон наносит удар Рэйчел после того, как понимает, что она дочь окружного прокурора. Выжив после ранения, Рэйчел выздоравливает в больнице. Хлоя продолжает поиски, исследуя офис Джеймса в поисках улик о Сере. Хлоя узнает, что Джеймс мошенник и поддерживал контакт с Дэймоном, затем она узнает, что Дэймон похитил Серу. Она мчится к Дэймону и Сере и узнает, что Джеймс хотел, чтобы он убил Серу. Появляется Фрэнк и противостоит Дэймону, предположительно убивая его. Сера спасена и умоляет Хлою никогда не рассказывать Рэйчел о действиях Джеймса, не желая, чтобы пострадали ее отношения с отцом. Вернувшись в больницу, Хлоя оказывается перед выбором: рассказать Рэйчел все или защитить ее от правды.

### Life Is Strange: Before the Storm «Farewell»
В бонусном эпизоде «Life Is Strange: Before The Storm», «Farewell», 13-летняя Макс Колфилд изо всех сил пытается сообщить Хлое новость о том, что ее семья переезжает в Сиэтл через три дня. Эти двое находят запись, на которой они в возрасте 8 лет рассказывают о «зарытом сокровище» — капсуле времени, которую они сделали пять лет назад. Найдя «карту сокровищ» и «амулет» на чердаке, Макс и Хлоя находят место, где было спрятано сокровище, только для того, чтобы обнаружить, что отец Хлои, Уильям, положил их капсулу времени в бочонок вместе с записью его голоса для сохранности. Макс может выбрать: либо рассказать Хлое правду, либо скрыть ее; независимо от ее решения, их планы на остаток дня рушатся, когда мать Хлои, Джойс, возвращается домой с известием о смерти Уильяма. Макс посещает похороны Уильяма несколько дней спустя и сразу же после этого уезжает в Сиэтл со своими родителями, оставляя Хлою в горе.

### Life Is Strange 2
Дэвид упоминает Хлою во время разговора с Шоном Диасом, главным героем игры. Если она была принесена в жертву в первой игре, Дэвид объясняет, как его падчерица была убита Нейтаном, что привело к его разрыву с Джойс некоторое время назад. Если вместо этого была принесена в жертву Аркадия-Бэй, Хлоя (которая уехала из города с Макс) в конечном итоге снова связалась с Дэвидом и отложила в сторону их разногласия, о чем говорилось, когда Хлоя наконец признала его своим отчимом, а не уничижительной вариацией этого. Ее также можно увидеть на двух фотографиях, хранящихся в трейлере Дэвида; на фотографии он, Джойс и она перед их домом, и на одной с ней и Макс где-то после 2013 года. После разговора с Шоном Дэвиду звонит Хлоя, и он принимает ее в уединении своего трейлера. Очевидно, они с Макс либо живут в Нью-Йорке, либо посещают его, и у них был неудачный опыт общения с местным жителем, поскольку Дэвид напоминает ей, что «жители Нью-Йорка — придурки». Дэвид также называет ее «милая», и предполагается, что они с Макс навещали его некоторое время назад.

### Life is Strange: True Colors
В бонусной главе of Life Is Strange: True Colors, Хлоя упоминается Стеф Гингрич, главной героиней истории, которая помнит разговоры с ее участием. Если игрок решил спасти Хлою в первой игре, в то время как Стеф и Майки играют в настольную игру, Стеф вспоминает свои разговоры с Хлоей, Рэйчел Эмбер, Дрю Нортом и Майки во время их пребывания в Аркадия-Бэй, играя в настольную игру. На что позже Стеф прокомментировала, что она всегда ревновала к отношениям Хлои и Рэйчел. Когда она спрашивает, разговаривала ли она когда-нибудь с Хлоей, Стеф отвечает, что она «вне поля зрения», как и она, и она гуляла со своим другим «чудаком» (который на самом деле Макс). Если игрок решит вместо этого спасти Аркадию Бэй, Стеф вспомнит об аресте Марка Джефферсона, полицейских сиренах и обнаружении тела Рэйчел. Играя с Майки в настольный теннис, Стеф упомянет об отношениях Рэйчел и Хлои, о том, как она ревнует их, а позже сказала, что эти двое не заслуживают того, что с ними случилось. Майки также делится своими мыслями о них обоих.

### Life Is Strange Remastered Collection
Хлоя и Макс вновь появились в Life Is Strange Remastered Collection (2022)

### Life Is Strange (Комикс)
Хлоя Прайс — одна из главных героинь серии комиксов Life is Strange, изданной Titan Comics. Комикс является продолжением видеоигры, действие которой разворачивается после финала оригинальной игры «Sacrifice Arcadia Bay». Первоначально задуманный как ограниченная серия из четырех выпусков, комикс превратился в продолжающийся сериал, исследующий отношения Хлои с Макс.

## Отзывы
Персонаж Хлоя Прайс в целом была хорошо принята игровыми критиками Некоторые игровые обозреватели заявили, что финальный эпизод Life Is Strange имел «подходящее завершение» для истории совершеннолетия Хлои Прайс, и что отношения между двумя главными героями были проведены успешно. Питер Парас из Game Revolution похвалил игру персонажей, особенно развитие Хлои Прайс, которая, по его словам, «действительно вступает в свои права как полностью сформировавшийся персонаж». Джереми Пиплс из Hardcore Gamer нашёл поведение Хлои «милым», заявив, что её личность была изображена с множеством слоёв. Несмотря на то, что Хлоя с самого начала не привлекала её за то, что она была «такой же утомительно воинственной личностью». Метро считала отношения Рэйчел и Хлои «наименее убедительным» аспектом эпизода, Уоллес считал, что их «нежные моменты» были лучшими частями, а Македонски сказал, что «их борьба, взаимный эскапизм и жертвы» обеспечили больше инвестиций. Оззи Мехия из Shacknews наслаждался «подлинным ростом» Хлои, противопоставляя её «огненному духу». «Я счастлив видеть игру, построенную вокруг жизнерадостной молодой женщины, которая может привести в действие автомобиль на свалке, выступить в качестве аварийной замены Ариэль в „Буре“ и разгадать тайну, и все это в процессе взросления», — сказал The Washington Post, похвалив персонажа. Destructroud писатель Бретт Македонски сказал, что характеристика персонажа была сделана «с большим эффектом» Метро Джуба, с другой стороны, была раздражена презрительными замечаниями Уоллеса по поводу «вынужденной» дружбы Хлои и Рейчел..
Сотрудники Polygon назвали Хлою одним из лучших персонажей видеоигр 2010-х годов наряду с Макс Колфилд; писатель Колин Кэмпбелл высоко оценил их отношения, особенно различия героев и то, как они «извлекают лучшее друг из друга». Журнал включил Хлою Прайс в список своих «культовых персонажей видеоигр», заявив, что «во франшизе Life Is Strange есть много запоминающихся персонажей, но самым знаковым из них, безусловно, является Хлоя Прайс», в то время как Рэйчел Вебер из GamesRadar поставила Хлою на 41-е место из своих «50 знаковых персонажей видеоигр».
Актриса Эшли Берч была номинирована на премию BAFTA за лучшее исполнение роли в видеоигре за роль Хлои.